# マウロ・ボセーリ
マウロ・ボセーリ（Mauro Boselli, 1985年5月22日 - ）は、アルゼンチン・ブエノスアイレス出身の元サッカー選手。元アルゼンチン代表である。現役時代のポジションはフォワード。

## 経歴
2003年からアルゼンチンのボカ・ジュニアーズに所属し、7月6日、CAロサリオ・セントラル戦でデビューを飾った。2005-06シーズンはスペインのマラガCFのBチームでプレーし、翌年ボカに戻った。しかしチームにはマルティン・パレルモとロドリゴ・パラシオが所属していたためレギュラー定着には至らなかった。2008年にエストゥディアンテス・デ・ラ・プラタに移籍し、1年目は13試合で7ゴールを決めた。2009年のコパ・リベルタドーレスでは、準決勝のナシオナル・モンテビデオ戦セカンドレグ (2-1) では52分に先制点を挙げると、その後同点に追い付かれたが、ロスタイムには駄目押しとなる追加点を挙げた。決勝のクルゼイロEC戦セカンドレグ (2-1) では、72分にフアン・セバスティアン・ベロンのコーナーキックをヘディングで叩きこみ、2試合合計2-1とする決勝点を挙げた。この得点で大会8得点目となり、ホルヘ・ヌニェス（ナシオナル・モンテビデオ）やロドリゴ・テイシェイラ（デポルティーボ・クエンカ）を上回って単独得点王に輝いた。
2010年夏、ウィガン・アスレティックFCに移籍した。しかしウィガンではフィットできず、2011年冬にジェノアにレンタル移籍。その後もレンタル移籍を繰り返した。
2013年6月、リーガMXのクラブ・レオンに移籍した。レオンでは在籍6シーズンで105得点を積み重ねた。現在のところクラブで歴代2番目の記録である。
2019年1月、SCコリンチャンス・パウリスタへ移籍した。
2021年9月、セロ・ポルテーニョへ移籍した。
2022年1月6日、エストゥディアンテス・デ・ラ・プラタに復帰した。

## 代表歴
2005年、U-20アルゼンチン代表として南米ユース選手権およびFIFAワールドユース選手権に出場。A代表として2009年9月、ガーナ代表戦でデビューした。2011年6月1日のナイジェリアとの親善試合でPKを決め、代表初得点を挙げた。

## タイトル

### クラブ
ボカ・ジュニアーズ
- コパ・スダメリカーナ : 2004
- コパ・リベルタドーレス : 2007

エストゥディアンテス
- コパ・リベルタドーレス : 2009
- コパ・アルヘンティーナ : 2023

ウィガン・アスレティック
- FAカップ : 2013

クラブ・レオン
- リーガMX : 2013A, 2014C

SCコリンチャンス・パウリスタ
- カンピオナート・パウリスタ : 2019

セロ・ポルテーニョ
- リーガ・パラグアージャ : 2021

### 個人
- コパ・リベルタドーレス得点王 : 2009
- アルゼンチン1部リーグ得点王 : 2010
- リーガMX得点王 : 2014A, 2015A, 2017A